# 密嚴經
《密嚴經》，全名《大乘密嚴經》（梵文 Mahāyāna ghana vyūha sūtra），又名《厚嚴經》，屬於大乘佛教如來藏唯識經典，是玄奘三藏揉譯《成唯識論》所依的六經之一。本經現存漢譯版本有兩種，分別為唐朝地婆訶羅（日照）三藏與唐朝不空三藏（705年-774年）所譯，前後雙譯皆為三卷版本。

## 内容
本經主在闡述阿賴耶識者，即密嚴國土，恰如《華嚴經》中善財童子五十三參所經歷遊遍之普賢身，實即不離自身一心八識如來藏所顯之如幻佛土。經文開始，由如實見菩薩啓問釋尊，金剛藏菩薩續稟更問而為經主，釋尊總提綱要一番開導之後，承佛威力，更由如實見菩薩與金剛藏菩薩問答，而由後者更為法主，更為會中大眾開闡賴耶密嚴心要。就法會體序與經旨內容而言，本經與同為如來藏唯識經典之《楞伽經》頗為相類，兩經同說五法三自性二無我，亦同以阿賴耶識為萬法出生與成佛根本，唯與會聞法大眾根機有別，互有側重爾。下列譯名出自地婆訶羅譯本，不空譯名在括號中。
- 卷上
  - 密嚴會品(密嚴道場品)第一
  - 妙身生品(入密嚴微妙身生品)第二
- 卷中
  - 妙身生品(入密嚴微妙身生品)第二之餘
  - 胎生品(胎藏生品)第三
  - 顯示自作品(自作境界品)第四
  - 分別觀行品(辯觀行品)第五
  - 阿賴耶建立品(趣入阿賴耶品)第六
- 卷下
  - 目識境界品(我識境界品)第七
  - 阿賴耶微密品(阿賴耶即密嚴品)第八

## 現代考證
現代佛教研究者認為，密嚴經可能在西元5世紀時集成。
印順法師認為《密嚴經》的集成，在無著、世親之後。因為無著、世親著作中未引用《密嚴經》，但《密嚴經》中引用了無著論書的意旨。